# Дардамти
Дардамти́ (каз. Дардамты) — село у складі Уйгурського району Алматинської області Казахстану. Адміністративний центр Дардамтинського сільського округу.
Населення — 1567 осіб (2021; 1444 у 2009, 1324 у 1999, 1369 у 1989).